# Йирачек, Вацлав (дирижёр)
Вацлав Йирачек (чеш. Václav Jiráček; 3 августа 1920, Градец-Кралове — 24 ноября 1966, Братислава) — чешский дирижёр и композитор.

## Биография
Вырос в городе Тршебонь, где окончил гимназию. В 1939—1944 годах учился в Пражской консерватории у Павла Дедечека и Метода Долежила (дирижирование), Рудольфа Карела, Карела Янечека и Павла Борковца (композиция), занимался также как пианист в классе Рудольфа Клира (1933—2020). В 1944—1945 годах совершенствовался как дирижёр в Высшей школе Пражской консерватории под руководством Вацлава Талиха, одновременно работая в немецком оперном театре Праги как корепетитор.
После восстановления независимости Чехословакии продолжил работу в Национальном театре, сперва как корепетитор, затем в 1945—1948 годах как дирижёр балетных спектаклей. Затем до 1951 года работал как оперный и балетный дирижёр в Остравской опере.
Вернувшись в Прагу, в 1951—1961 годах был вторым дирижёром Симфонического оркестра Пражского радио, в 1960—1961 годах руководил также хором Пражского радио. В 1957 г. дирижировал гастролями Чехословацкого государственного ансамбля песни и танца в СССР, Монголии, КНДР и Китае. 24 мая 1957 года в Праге дирижировал чехословацкой премьерой Второго фортепианного концерта Дмитрия Шостаковича (солист Михаил Воскресенский), спустя две недели после мировой премьеры этого сочинения в Москве. В 1959 г. гастролировал как балетный дирижёр в Берлине.
В 1961 году недолгое время руководил Симфоническим оркестром Братиславского радио. С 1962 года и до конца жизни возглавлял Государственный филармонический оркестр Остравы. Эпизодически выступал как пианист, аккомпанируя вокалистам.
Среди композиций Йирачека — скрипичная (1944) и фортепианная (1951) сонаты, струнный квартет, фортепианный квинтет. Три вокальных цикла Йирачека написаны на стихи Иржи Волькера, Станислава Костки Неймана и Йозефа Горы, Йирачек также положил на музыку «Мост Мирабо» Гийома Аполлинера (в переводе Ярослава Сейферта).
Погиб в авиакатастрофе самолёта Ил-18 при вылете из братиславского аэропорта.